# Martin Johansson (skridskoåkare)
Martin Johansson är en svensk skridskoåkare, född 26 februari 1973 i Malmö. Johansson tävlade i short track internationellt fram till 2004. Han är den enda svensk som tävlat i short track vid olympiska vinterspelen.
Johansson  slutade med ishockey 1989 vid 15års åldern, vilket han körde parallelt med short track. Johanssons genombrott kom när han 1993 slutade nia på 1000 meter vid VM i Peking vilket gav honom en plats till OS i Lillehammer 1994. Vid spelen i Lillehammer tävlade Johansson på 500 och 1000 meter. På 1000 meter blev han 17:e och på 500 kom han trea i B-finalen vilket gav honom en sjundeplats. Han tävlade även vid spelen i Nagano 1998 och i Salt Lake City 2002 men blev som bäst nia, detta på 1500 meter 2002. Johansson är den svensk som nått störst framgångar vid världsmästerskapen med tre femteplatser. På VM 1994 blev han femma på 500 samt 1000 meter och 1997 slutade han femma på 1000 meter. Säsongen 2002 var Johansson rankad trea i världen på 1000 meter. På europamästerskapen i Malmö 1997 slutade Johansson tvåa på 1500 meter och trea på 3000 meter vilket bidrog till hans femteplats totalt.